# Glera
|  | Per a altres significats, vegeu «Glera (desambiguació)». |

El glera (conegut amb el nom prosecco) és una varietat de cep blanca tradicional del Vèneto.
La planta és vigorosa i molt productiva, vol una poda llarga amb molts borrons i de conseqüència produeix una gran quantitat de raïm. El gotim és de mida grossa i forma piramidal. El gra és rodó i gros, el color és daurat verdós. L'època de brotada és molt primerenca i l'època de maduració és mitjana.
El glera dona un vi fresc i afruitat, no gaire alcohòlic, apte a la producció del vi escumós prosecco.
La Denominació d'Origen Prosecco aplega un territori ample que comprèn les províncies de Treviso, Pàdua, Vicenza, Venècia, Belluno, Udine, Pordenone, Gorizia i Trieste. A la Província de Treviso hi ha dues àrees petites amb denominació d'origen més qualificada, Prosecco di Conegliano Valdobbiadene i Prosecco del Montello i Colli Asolani. La màxima qualitat es produeix en l'àrea molt petita del Cartizze a prop de Valdobbiadene.